# Insediamento comunitario (Israele)

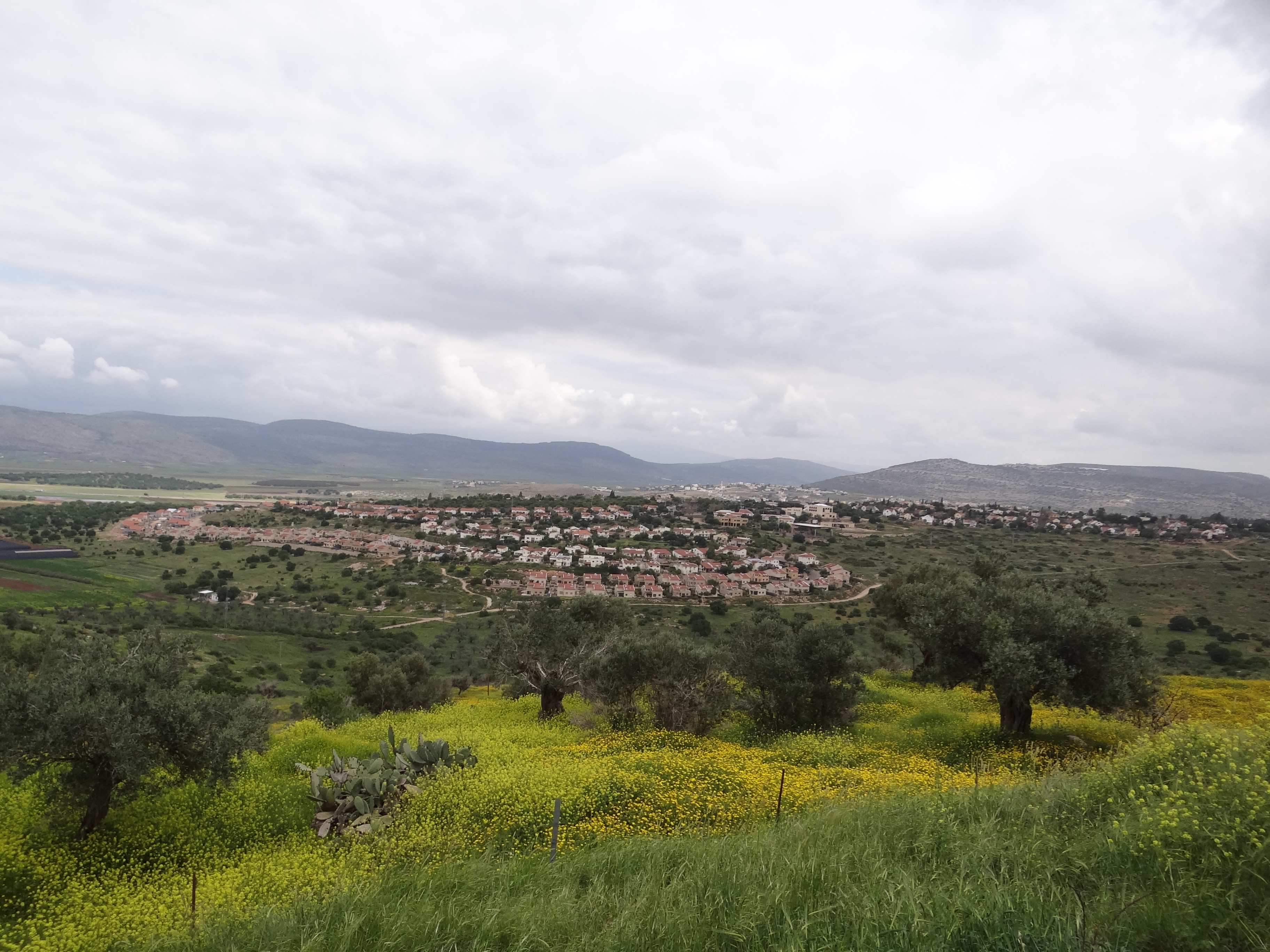
Panorama di Hoshaya

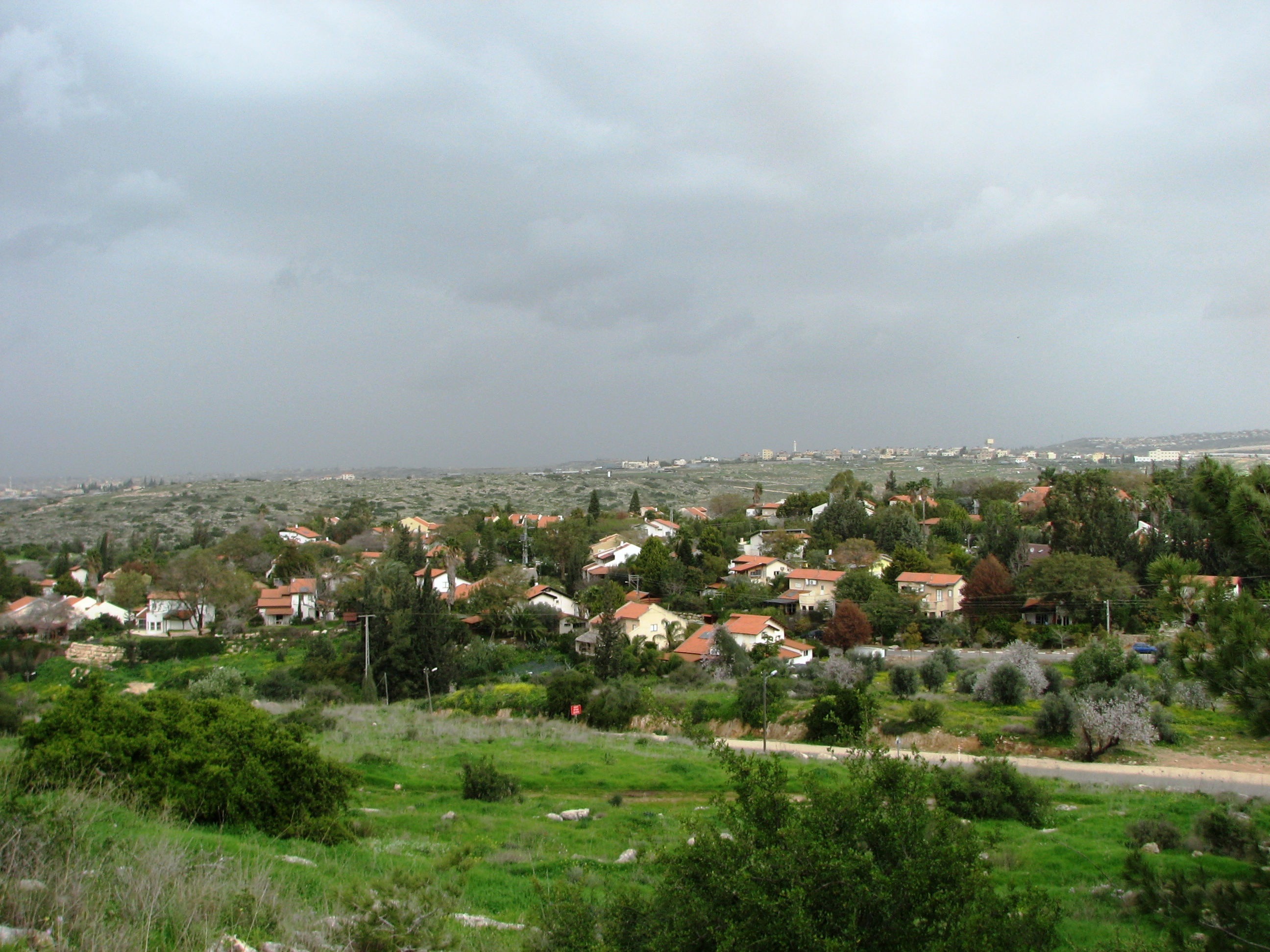
Panorama di Nirit

Un insediamento comunitario (in ebraico יישוב קהילתי‎?, Yishuv Kehilati) è un tipo di villaggio in Israele e Cisgiordania. Mentre in una città qualunque chiunque può acquistare una proprietà, in un insediamento comunitario i residenti del villaggio, che sono organizzati in una cooperativa, possono porre il veto sulla vendita di una casa o di un'azienda a un acquirente indesiderato. Con questo processo di selezione, i residenti di un insediamento comunitario possono avere una particolare ideologia condivisa, una prospettiva religiosa o uno stile di vita che desiderano perpetuare accettando solo persone con mentalità simile. Ad esempio, un insediamento comunitario orientato alla famiglia che vuole evitare di diventare una comunità di pensionati può scegliere di accettare solo giovani coppie sposate come nuovi residenti.
A prescindere dal tradizionale villaggio di sviluppo israeliano caratterizzato dal kibbutz e moshav, l'insediamento comunitario, benché emergendo negli anni 1970 come movimento non politico per nuovi insediamenti urbani in Israele, si è essenzialmente configurato come nuova tipologia di insediamento della Cisgiordania e della Galilea come parte dell'obiettivo di creare un "equilibrio demografico" tra ebrei e arabi.
Nel 2013 erano presenti 118 insediamenti comunitari con una popolazione totale di 84.800 abitanti.